# Latady Mountains
Latady Mountains är ett berg i Antarktis. Det ligger i Västantarktis. Argentina, Chile och Storbritannien gör anspråk på området. Toppen på Latady Mountains är 831 meter över havet.
Terrängen runt Latady Mountains är platt åt sydost, men åt nordväst är den kuperad. Trakten är obefolkad. Det finns inga samhällen i närheten.